# 33200 Carasummit
33200 Carasummit este o planetă minoră (asteroid), cu un diametru de 8,792 km, din centura de asteroizi. A fost descoperită pe 20 martie 1998 la Experimental Test Site⁠(d) de Lincoln Near-Earth Asteroid Research. 
Obiectul prezintă o orbită caracterizată de o semiaxă mare de 3,1188662 UAi, o excentricitate de 0,09, o înclinație de 3,67401 ° în raport cu ecliptica.